# Gail Bradbrook
Gail Marie Bradbrook (South Elmsall, West Yorkshire, Anglaterra, 30 d'abril de 1972) és una científica i activista contra l'escalfament global anglesa, cofundadora del moviment social ambiental Extinction Rebellion.

## Trajectòria
Bradbrook va néixer al comtat de West Yorkshire on el seu pare treballava en una mina a South Kirkby. Va estudiar biofísica molecular a la Universitat de Manchester i va realitzar un doctorat. Després de graduar-se, va realitzar treballs postdoctorals a l'Índia i a França. L'interès pels drets dels animals la va portar a unir-se al Partit Verd Europeu amb només 14 anys.
Entre 2003 i 2017, va ser directora d'estratègia a Citizens Online, una organització que promou l'accés a Internet per a usuaris discapacitats. Durant aquest període, va participar en el llançament de la campanya 'Fix the Web' el novembre de 2010.
Ha participat en diversos grups activistes a la localitat anglesa de Stroud, inclòs un període en el qual va ser directora voluntària de l'organització Transition Stroud entre 2010 i 2013, així com una protesta contra la fracturació hidràulica (fracking), diverses accions en oposició a la construcció d'una incineradora local, incloent una protesta nudista, i un bloqueig d'Extinction Rebellion a Merrywalks, Stroud. El 2015, amb George Barda, va crear el grup Compassionate Revolution (que es va transformar en Rising Up!, d'on va sorgir Extinction Rebellion): «Bradbrook havia estat involucrada en el moviment Occupy i les campanyes al voltant del pic petrolier, però no van aconseguir arrencar».
El 2016 va realitzar un retir espiritual a Costa Rica, on va prendre ayahuasca, iboga i kambo, a la recerca de certa claredat en el seu treball. Aquesta experiència "va fer que canviés el seu enfocament" per fer campanya. Poc després de tornar, va conèixer a Roger Hallam i van crear junts Extinction Rebellion. Bradbrook és activa en la creació de consciència sobre els perills de l'escalfament global antropogènic i creu que només la desobediència civil a gran escala pot provocar el canvi que es necessita.

## Vida personal
Bradbrook s'ha casat dues vegades, la primera vegada amb Jeffrey Forshaw i té dos fills. Viu a Stroud, igual que el seu excompany Simon Bramwell, també cofundador d'Extinction Rebellion.

## Obra
- 2019. «What is our place in these times?» a This Is Not a Drill: An Extinction Rebellion Handbook, Penguin Books, pp. 185-186, ISBN 9780141991443.